# Annalen von Niederaltaich
Als Annalen von Niederaltaich (Annales Altahenses, oder „Altaicher Annalen“) bezeichnet man eine Geschichtsdarstellung, die am Beginn des letzten Viertels des 11. Jahrhunderts von einem unbekannten Mönch im niederbayerischen Kloster Niederaltaich verfasst worden ist. Sie behandelt den Zeitraum zwischen 708 und 1073. Für die Geschichte des Reichs in der Salierzeit sind die Annalen von kaum zu überschätzender Bedeutung.

## Zum Inhalt
Der erste Teil der Annalen bietet einen Bericht über die Jahre von 708 bis 1032. Die Quellen sind unter anderem die nicht mehr erhaltenen Hersfelder Annalen, die größeren Hildesheimer Annalen und die sogenannten Annales Alamannici.
Der zweite Teil wurde wohl gegen 1075 verfasst. Er baut auf der Chronik Hermanns von der Reichenau auf. Die ausführliche Darstellung der Feldzüge Kaiser Heinrichs III. gegen Ungarn und Böhmen in den Jahren zwischen 1041 und 1052 geht vielleicht auf eine verlorene Quelle zurück.
Der Verfasser ist über die Geschichte des Reichs in seiner Gegenwart gut informiert, wenngleich natürlich die Ereignisse im Südosten im Zentrum seines Interesses stehen. Er spart nicht an ausführlichen persönlichen Kommentaren, in der Wertung hält er sich allerdings eher zurück. Die Politik Heinrichs IV. wird kritisiert; allerdings erscheint auch dessen Gegner, Herzog Otto von Northeim, keineswegs in einem günstigen Licht. Dies dürfte wohl daran liegen, dass Otto im Jahre 1065 das ursprünglich königliche Kloster Altaich übertragen worden war.
Bemerkenswert ist, dass der Verfasser als einer der ersten mittelalterlichen Geschichtsschreiber von einem „deutschen“ Reich (regnum Teutonicum) spricht.
Überliefert sind die Annalen nur in einer Abschrift des frühneuzeitlichen Historikers Aventin aus dem Jahr 1517.

## Edition
- Annales Altahenses maiores, hrsg. v. W. v. Giesebrecht/E.L.B. Oefele, Monumenta Germaniae historica, Scriptores rerum Germanicarum in usum scholarum [4], 2. Aufl. 1891.
- Ludwig Weiland: Die größeren Jahrbücher von Altaich nach der Ausgabe der Monumenta Germaniae = Die Geschichtschreiber der deutschen Vorzeit 46. 2. Auflage. Dyksche Buchhandlung, Leipzig 1893.
  - 3. Auflage. Lorenz, Leipzig 1940.